# جينتي ميرتنس
جينتي ميرتنس (18 أكتوبر 1999 بجينك في بلجيكا - ) (بالهولندية: Jenthe Mertens) هو لاعب كرة قدم بلجيكي في مركز الوسط.

## روابط خارجية
- جينتي ميرتنس على موقع قاعدة بيانات كرة القدم.إي يو (الإنجليزية)
- جينتي ميرتنس على موقع Soccerway.com (الإنجليزية)
- جينتي ميرتنس على موقع عالم كرة القدم.نت (الإنجليزية)